# Exposition universelle de Gand de 1913
L’Exposition universelle de Gand s’est déroulée entre avril et octobre 1913. C'est la dernière manifestation de ce type en Europe avant la Première Guerre mondiale.

## Les pavillons
- Le pavillon de la Hollande.
- Le pavillon de la France.
- Le pavillon de l'Allemagne.
- Le pavillon de Bruxelles.
- Le pavillon du Congo - palais colonial hébergeant le panorama du Congo
- Le pavillon de la Tunisie.
- Le pavillon du Maroc.
- Le pavillon de l'Algérie.
- Le pavillon de l'Italie.
- Le pavillon de la Perse.
- Le pavillon du Canada.
- Le pavillon de l'Espagne.
- Le pavillon de Gand.
- Le pavillon d'Anvers.
- Le pavillon de Liège.
- Palais indiens.
- Le quartier de la vieille Flandre.
- Halle internationale :
  - États-Unis
  - Autriche
  - Danemark
  - Russie
  - Japon

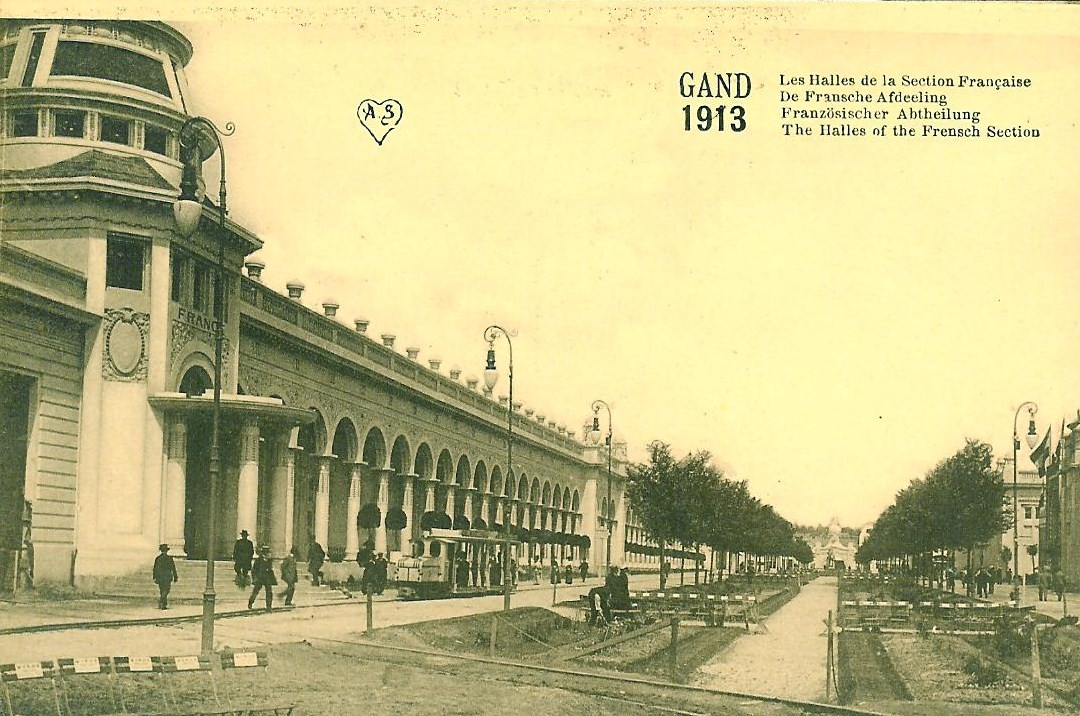
Halles du pavillon de la France.
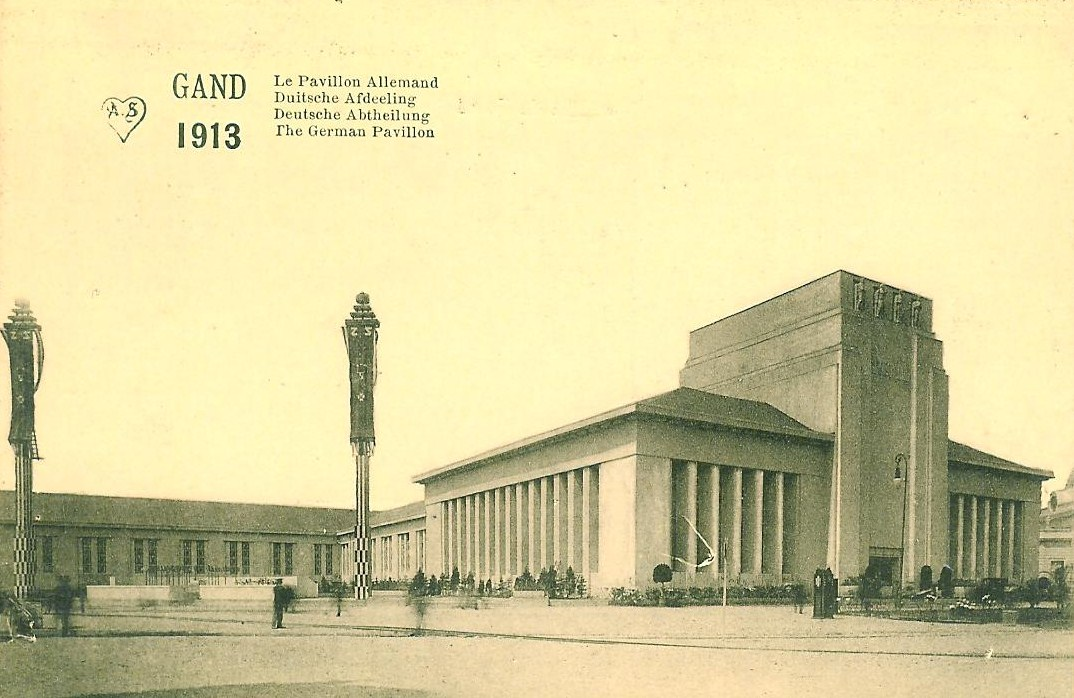
Pavillon de l'Empire allemand.
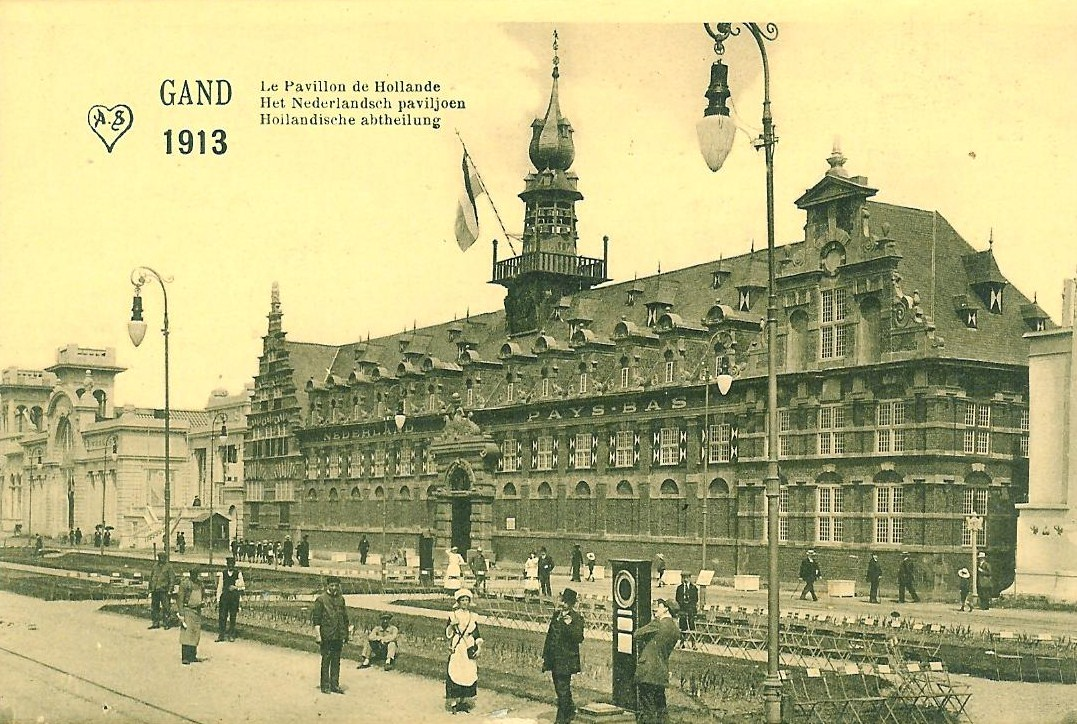
Pavillon de la Hollande.
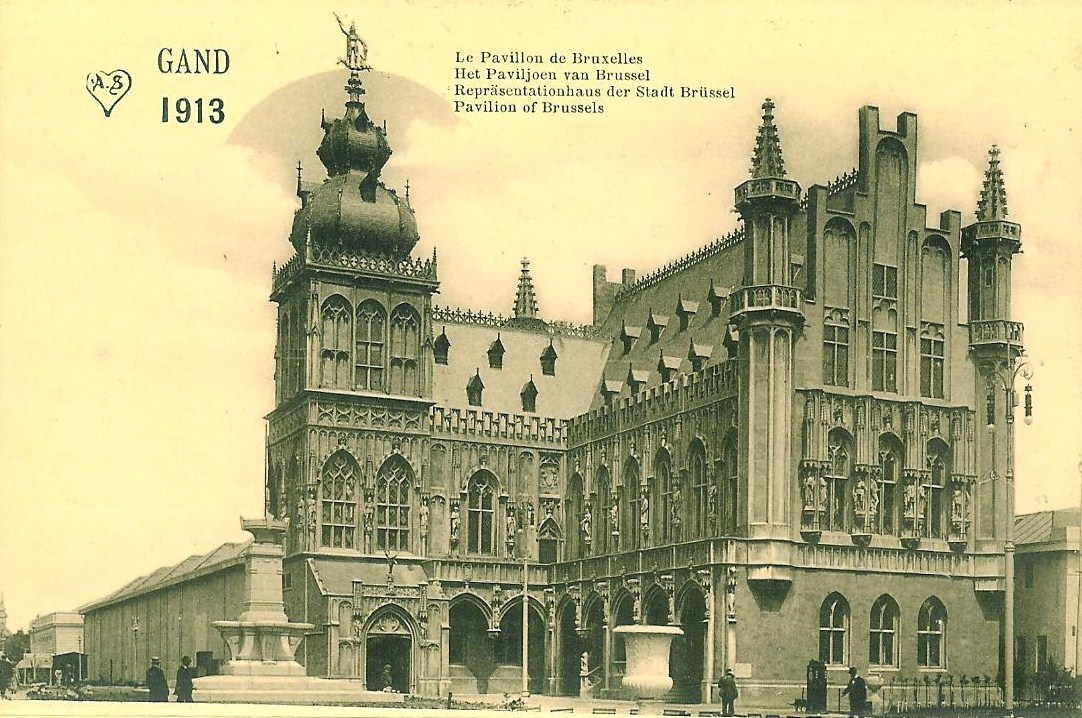
Pavillon de Bruxelles.
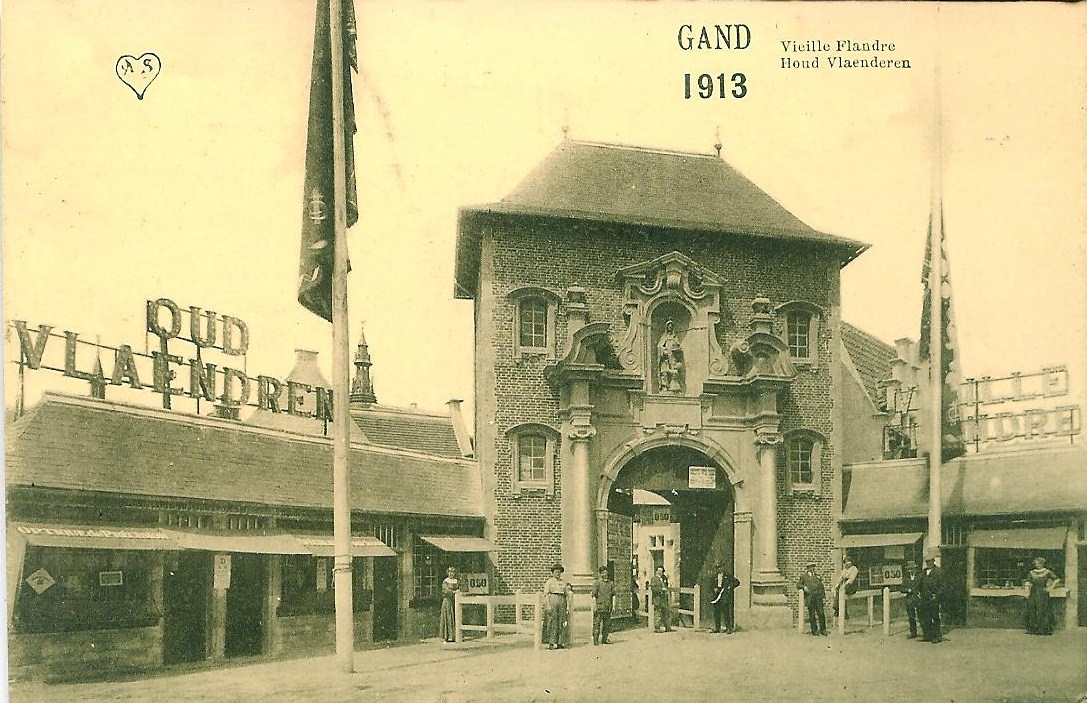
Quartier de la vieille Flandre.
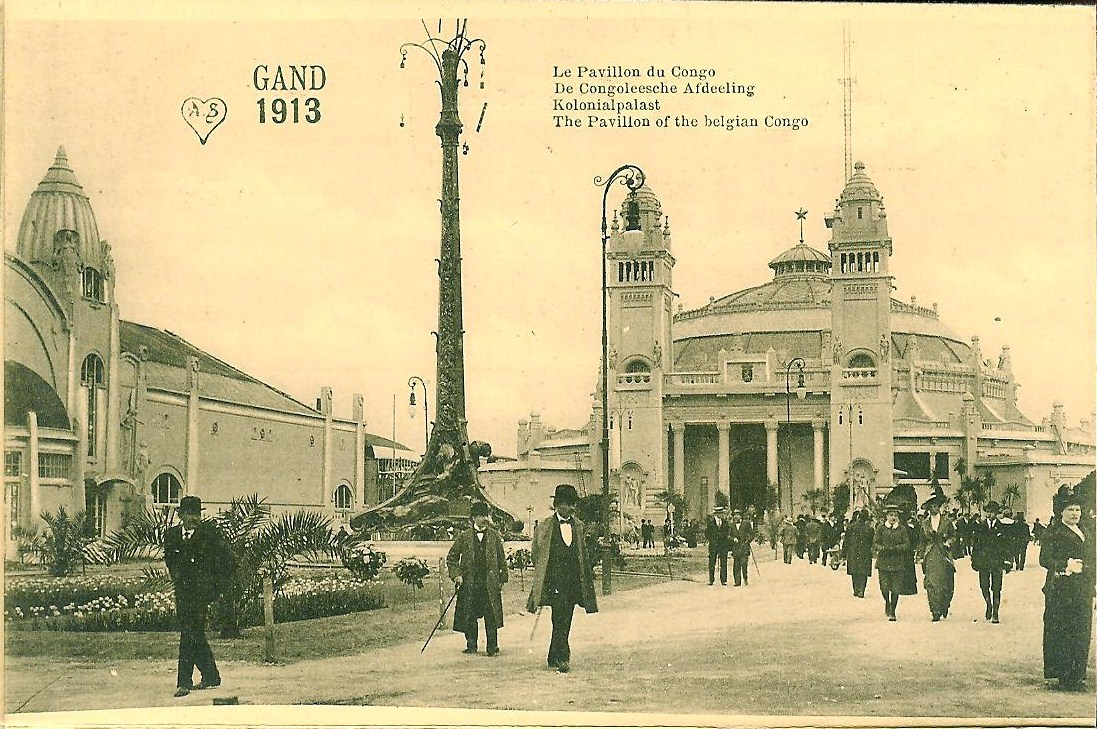
Pavillon du Congo.

## Autres structures
Hormis les pavillons, d'autres structures étaient disponibles. Diverses attractions se dressaient au nord du site, contiguës à la grande salle des fêtes, telles les montagnes russes nommées Scenic Railway, la roue joyeuse, la maison du rire et Waterchute de type Shoot the Chute. Certaines autres constructions sont par exemple :
- Une entrée principale, bâtie autour d'un dôme.
- Le château d'eau.
- La grande salle des fêtes.
- La galerie des machines.
- Le palais des Beaux-Arts.
- Le jardin japonais.
- Le palais de l'électricité.
- Le palais des industries belges.
- Le palais des arts décoratifs.
- Le palais de l'alimentation.
- Le cinéma.

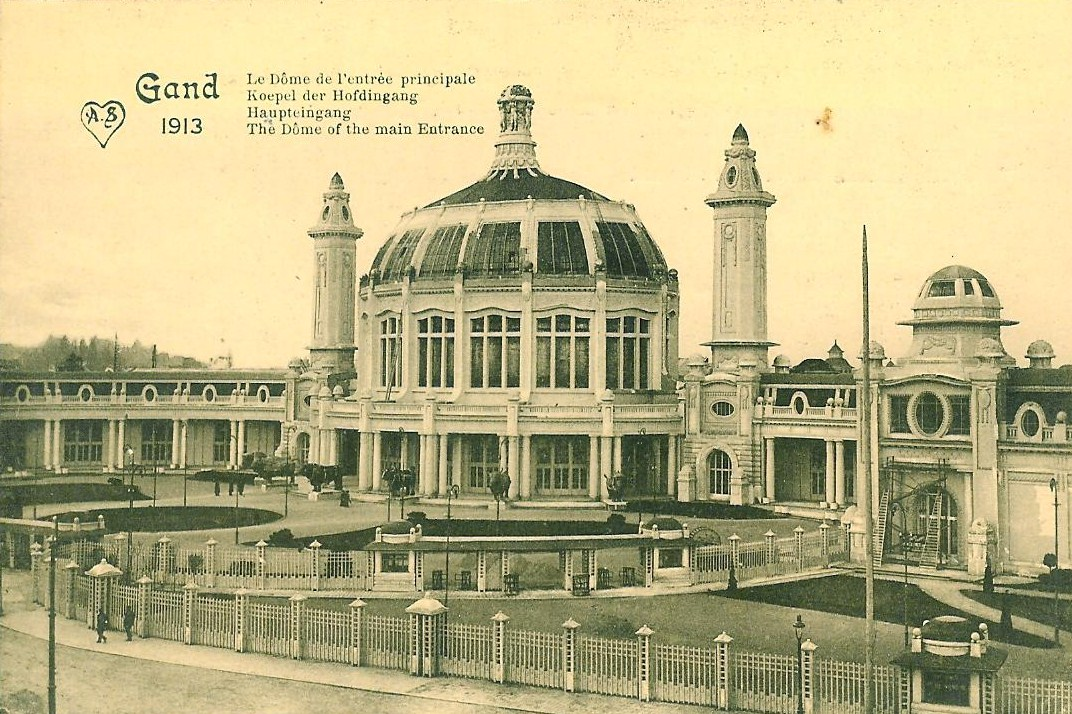
Bâtiment d'entrée.
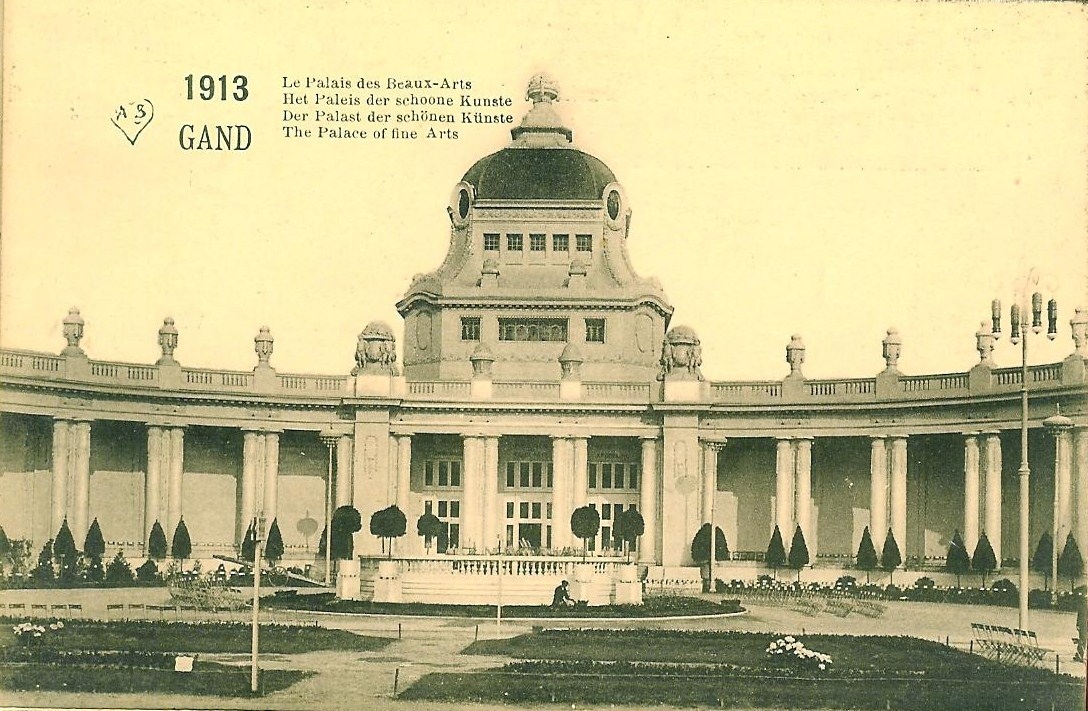
Palais des Beaux-Arts.
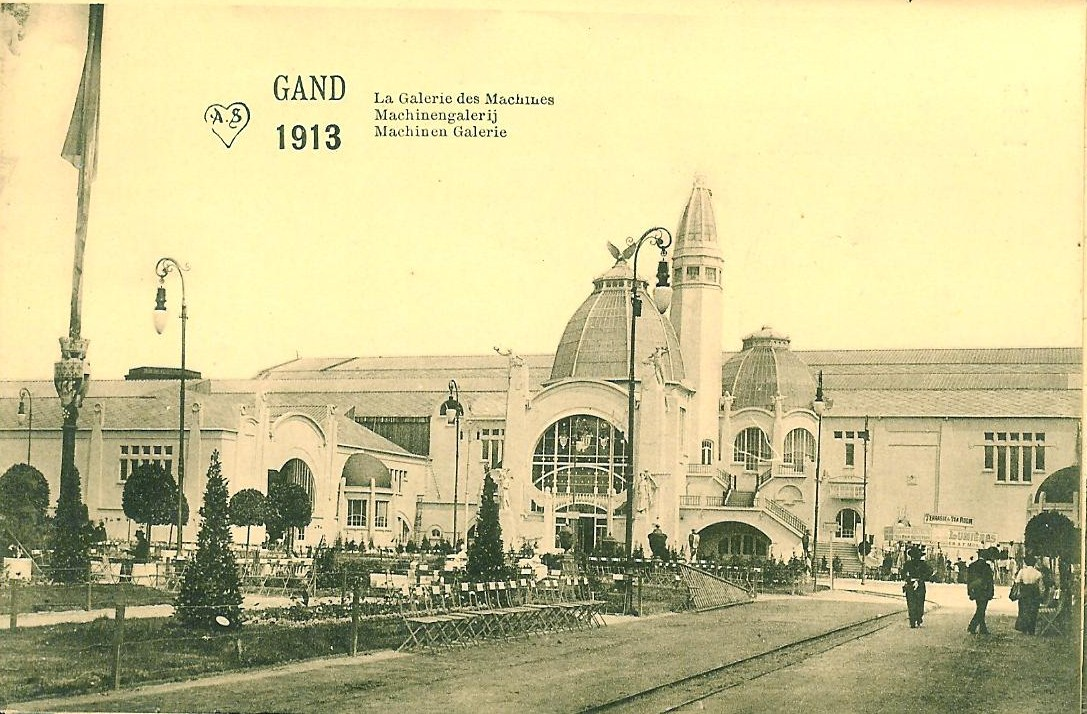
Galerie des machines
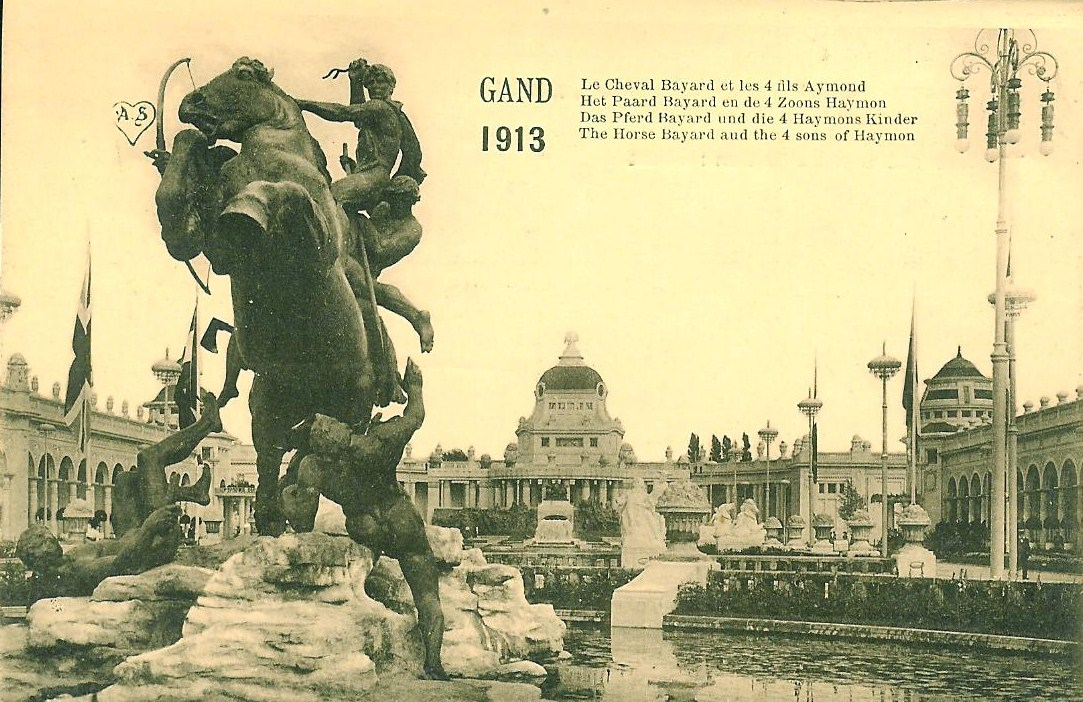
Statue du cheval Bayard.
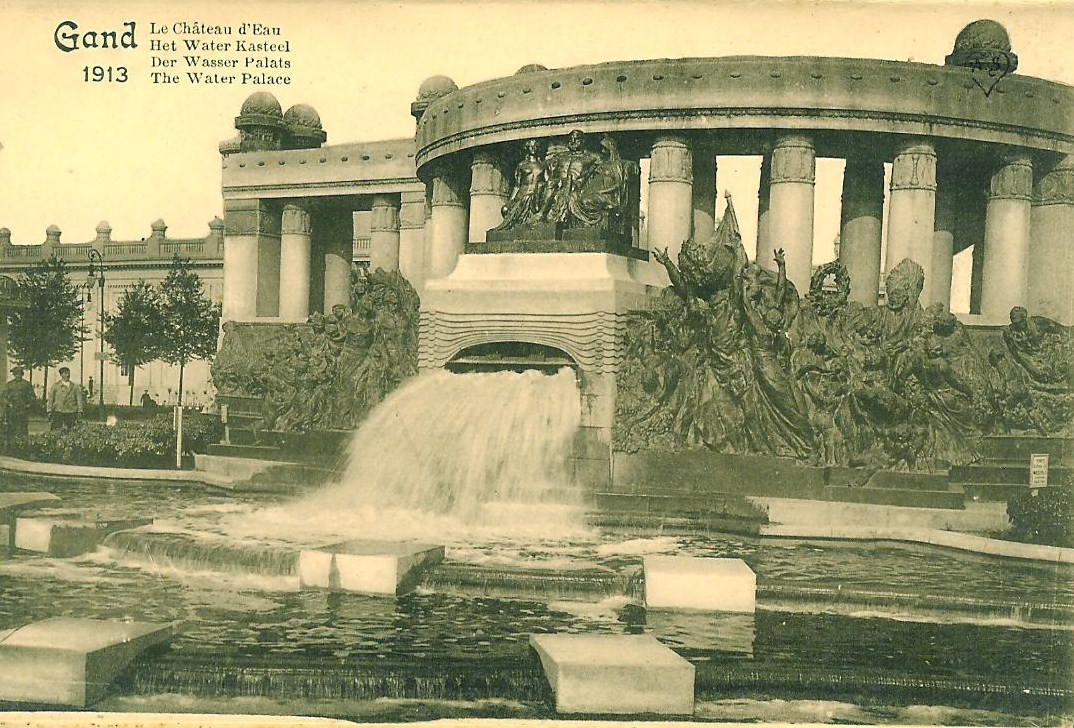
Château d'eau.
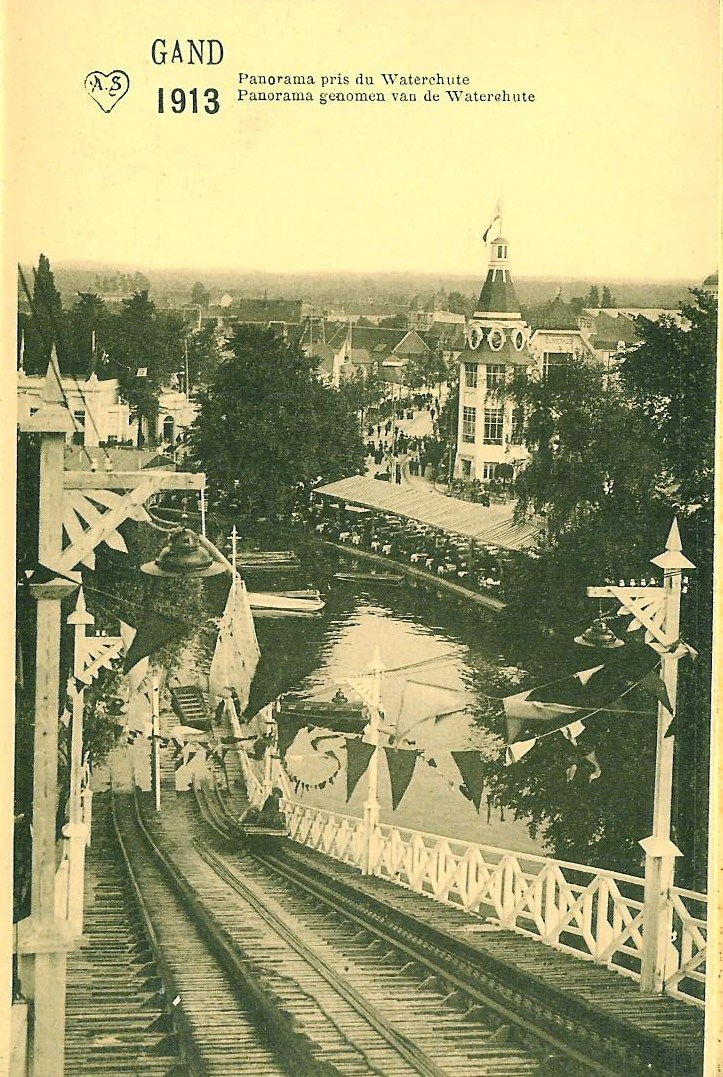
Attraction Waterchute de type Shoot the Chute.

## Récompenses
- Médaille d'or :
  - Procédé Héliopeinture-Berger-Levrault[2]
- Médaille de bronze :
  - Henri Gautreau (1859-1947) inventeur-fabricant, pour ses ustensiles de cuisine et ménage
- Grand prix :
  - Section des vins - Vins du Bazadais : Albert Duron au Pajot-Sauternes
  - Section de la papeterie : Maquet